# Ruisseau de Mardonenque
Le ruisseau de Mardonenque ou ruisseau des Ferrières est une  rivière du sud-ouest de la France, sous-affluent de la Garonne par le Lot.

## Géographie
De 15,1 km de longueur, le ruisseau de Mardonenque prend sa source dans le département de l'Aveyron commune de Aurelle-Verlac et se jette dans le Lot en rive droite sur la commune de Saint-Geniez-d'Olt. C'est une des rivières appelées localement boraldes qui dévalent sur le flanc sud de l'Aubrac.

## Département et communes traversées
- Aveyron : Aurelle-Verlac, Saint-Geniez-d'Olt.

## Principaux affluents
- Ruisseau del Saltou : 2,4 km
- Ruisseau de Monette : 2,5 km
- Ruisseau de Rioubasset : 2 km